# スティーヴン・マクフィーリー
スティーヴン・マクフィーリー（Stephen McFeely）は、アメリカ合衆国の脚本家、プロデューサーである。クリストファー・マルクスとコンビを組んで脚本を書いている。

## 脚本作品
- ライフ・イズ・コメディ! ピーター・セラーズの愛し方 The Life and Death of Peter Sellers (2004) テレビ映画 クリストファー・マルクスと共同
- ナルニア国物語/第1章: ライオンと魔女 The Chronicles of Narnia: The Lion, the Witch and the Wardrobe (2005) アン・ピーコック、アンドリュー・アダムソン、クリストファー・マルクスと共同
- You Kill Me (2007) クリストファー・マルクスと共同
- ナルニア国物語/第2章: カスピアン王子の角笛 The Chronicles of Narnia: Prince Caspian (2008) クリストファー・マルクスと共同
- ナルニア国物語/第3章: アスラン王と魔法の島 The Chronicles of Narnia: The Voyage of the Dawn Treader (2010) クリストファー・マルクスと共同
- キャプテン・アメリカ/ザ・ファースト・アベンジャー Captain America: The First Avenger (2011) クリストファー・マルクスと共同
- ペイン&ゲイン 史上最低の一攫千金 Pain & Gain (2013) クリストファー・マルクスと共同
- マイティ・ソー/ダーク・ワールド Thor: The Dark World (2013) クリストファー・マルクスと共同
- キャプテン・アメリカ/ウィンター・ソルジャー Captain America: The Winter Soldier (2014) クリストファー・マルクスと共同
- シビル・ウォー/キャプテン・アメリカ  Captain America: Civil War (2016) クリストファー・マルクスと共同
- アベンジャーズ/インフィニティ・ウォー Avengers: Infinity War (2018年) クリストファー・マルクスと共同
- アベンジャーズ/エンドゲーム Avengers: Endgame (2019年) クリストファー・マルクスと共同

## 製作
- エージェント・カーター  Marvel's Agent Carter(2015〜2016) クリストファー・マルクスと共同